# Менендес, Рональдо
Рональдо Менендес (исп. Ronaldo Menéndez, род. 1970, Гавана) — кубинский писатель.

## Биография
Получил образование по специальностям История искусства и Книговедение. Жил и преподавал журналистику в Лиме, с 2004 живёт в Мадриде.

## Произведения

### Романы
- Кожа Инесы/ La piel de Inesa (1999)
- Звери/ Las bestias (2006)
- Река Кибу/ Río Quibú (2008, вторая часть трилогии, начатой романом Звери)

### Новеллы
- Alguien se va lamiendo todo (1990)
- El derecho al pataleo de los ahorcados (1997)
- De modo que esto es la muerte (2002)
- Covers. En soledad y compañía (2010)

## Признание
Премия Casa de las Américas (Куба, 1997). В 2007, когда мировым центром книги была Богота, в рамках Международной книжной ярмарки имя Мендеса было включено в список 39 крупнейших писателей Латинской Америки в возрасте до 39 лет (см.: [1]).